# Barrit
Barrit er en lille by i Østjylland med 748 indbyggere  (2024). Barrit er beliggende i Barrit Sogn otte kilometer vest for Juelsminde, 26 kilometer øst for Vejle og 23 kilometer syd for Horsens. Byen tilhører Hedensted Kommune og er beliggende i Region Midtjylland.
Barrit Kirke og Barrit Skole ligger i byen.

## Etymologi
Barrit kommer af Barwith, nævnt første gang 1333. Efterleddet "with" betyder "skov". Det oldnordiske navn "barrviðr" betyder "nåleskov".

## Historie
Barrit var oprindeligt en landsby. I 1682 bestod landsbyen Barrit sammen med Barrithule af 24 gårde og 14 huse med jord. Det samlede dyrkede areal udgjorde 837,4 tønder land skyldst til 105,66 tønder hartkorn. Dyrkningsformen var tovangsbrug med rotationen 4/4 + 1 vang sås årlig.
I 1879 beskrives byen således: "Barrit Kirke lidt nord for Barrit; Byerne Over-Barrit med Præstegaard, Skole og Veirmølle".
Omkring århundredeskiftet blev byen beskrevet således: "Over-Barrit med Kirke (lidt N. for Byen), Præstegd., Skole, Sparekasse for B.-Vrigsted S. (opr. 1871; 31/3 1900 var Spar. Tilgodeh. 37,697 Kr., Rentef. 4 pCt., Reservef. 714, Antal af Konti 310), Andelsmejeri, Købmandshdl., Haandværkere, Mølle, Gæstgiveri, Jærnbane-, Telegraf- og Telefonst. samt Postekspedition".